# المحافظة الشرقية (زامبيا)
المحافظة الشرقية هي إحدى محافظات زامبيا العشرة. تقع المحافظة بين نهر لوانغوا والحدود مع ملاوي إلى الشرق وموزمبيق إلى الجنوب، من إيسوكا في الشمال الشرقي إلى لوانغوا في الجنوب. عاصمتها شيباتا وتنقسم إلى 8 مناطق.

## المناخ
يظهر الجدول التالي التغييرات المناخية على مدار السنة للمحافظة الشرقية:
| البيانات المناخية لـلمحافظة الشرقية | البيانات المناخية لـلمحافظة الشرقية | البيانات المناخية لـلمحافظة الشرقية | البيانات المناخية لـلمحافظة الشرقية | البيانات المناخية لـلمحافظة الشرقية | البيانات المناخية لـلمحافظة الشرقية | البيانات المناخية لـلمحافظة الشرقية | البيانات المناخية لـلمحافظة الشرقية | البيانات المناخية لـلمحافظة الشرقية | البيانات المناخية لـلمحافظة الشرقية | البيانات المناخية لـلمحافظة الشرقية | البيانات المناخية لـلمحافظة الشرقية | البيانات المناخية لـلمحافظة الشرقية | البيانات المناخية لـلمحافظة الشرقية |
| الشهر | يناير                               | فبراير                              | مارس                                | أبريل                               | مايو                                | يونيو                               | يوليو                               | أغسطس                               | سبتمبر                              | أكتوبر                              | نوفمبر                              | ديسمبر                              | المعدل السنوي                       |
| --- | ----------------------------------- | ----------------------------------- | ----------------------------------- | ----------------------------------- | ----------------------------------- | ----------------------------------- | ----------------------------------- | ----------------------------------- | ----------------------------------- | ----------------------------------- | ----------------------------------- | ----------------------------------- | ----------------------------------- |
| الدرجة القصوى °م (°ف) | 27.8 (82.0)                         | 28 (82)                             | 28.3 (82.9)                         | 28.3 (82.9)                         | 27.6 (81.7)                         | 26.1 (79.0)                         | 26.1 (79.0)                         | 27.4 (81.3)                         | 30.7 (87.3)                         | 31.4 (88.5)                         | 30.9 (87.6)                         | 28.8 (83.8)                         | 31.4 (88.5)                         |
| متوسط درجة الحرارة الصغرى °م (°ف) | 18.2 (64.8)                         | 17.9 (64.2)                         | 17.4 (63.3)                         | 16 (61)                             | 13.6 (56.5)                         | 11 (52)                             | 10.6 (51.1)                         | 12.7 (54.9)                         | 17 (63)                             | 18.7 (65.7)                         | 19.1 (66.4)                         | 18.7 (65.7)                         | 10.6 (51.1)                         |
| الهطول مم (إنش) | 21 (0.8)                            | 16 (0.6)                            | 14 (0.6)                            | 6 (0.2)                             | 1 (0.0)                             | 0 (0)                               | 0 (0)                               | 0 (0)                               | 0 (0)                               | 2 (0.1)                             | 8 (0.3)                             | 18 (0.7)                            | 86 (3.4)                            |
| المصدر: <ref>"Weather statistics for Eastern (Zambia)". المحافظة الشرقية: Norwegian Meteorological Institute and Norwegian Broadcasting Corporation. October 2016. مؤرشف من الأصل في 2016-10-21. اطلع عليه بتاريخ 20 October 2016. {{استشهاد ويب}}: تحقق من التاريخ في: \|سنة= لا يطابق \|تاريخ= (مساعدة) والوسيط غير المعروف \|width= تم تجاهله (مساعدة) |                                     |                                     |                                     |                                     |                                     |                                     |                                     |                                     |                                     |                                     |                                     |                                     |                                     |